# Bo (národ)
Bo je označení národa, který obýval severozápadní část Andamanských ostrovů. Bo tradičně mluvili jazykem aka-bo, který náležel do andamanských jazyků.
Bo je jeden z nejstarších národů světa – existovali 65 000 let. Při kolonizaci Indie Brity žilo na Andamanských ostrovech okolo 5000 příslušníků národa Bo. Většina z nich však byla zabita kolonizátory nebo nemocemi, které na ostrovy zavlekli. Po vlně tsunami v roce 2004 přežila poslední příslušnice Bo – Boa Sr, která zemřela 26. ledna 2010 ve věku 85 let.